# 筆甫
筆甫（ひっぽ）は、宮城県伊具郡丸森町の大字。2015年10月1日現在の世帯数は240世帯、人口は600人。郵便番号981-2201。旧伊具郡筆甫村（ひっぽむら）に当たる。

## 地理
丸森町南西部、内川支流の流域にあたる。北で字不動・字石倉・字薄平・字四重麦五・字四重麦四・字四重麦三・字四重麦二・字四重踏石・字峠橋元・字峠野上・字峠向・字峠革踏石、東で字上滝西・字上滝東・大字大内および福島県相馬市山上、南で相馬市東玉野・玉野、西で福島県伊達市霊山町大石・梁川町白根・梁川町山舟生と接する。宮城県道45号丸森霊山線が縦貫し（中断あり）、宮城県道102号平松梁川線が伊達市方面に分岐する。

### 山岳
- 手倉山
- 古霊山
- 窓ノ倉山

### 河川
- 宇多川

### 湖沼
- 宇多川湖

## 歴史

### 地名の由来
伊達政宗が領内検地した際、最初に記入した土地である由縁で「筆の甫（はじめ）」を意味して名付けられたとされる。

### 沿革
- 幕末時点では伊具郡筆甫村であった。陸奥仙台藩領。
- 1868年（明治元年）12月24日 - 白石藩領となる。
- 1869年（明治2年）
  - 8月7日 - 白石県の管轄となる。
  - 11月27日 - 白石県が県庁を角田城に移転し、角田県に改称。
  - 1871年（明治4年）11月2日 - 第1次府県統合により仙台県の管轄となる。
- 1872年（明治5年）1月8日 - 仙台県が宮城県に改称。
- 1876年（明治9年）
  - 4月22日 - 磐前県の管轄となる。
  - 8月21日 - 第2次府県統合により宮城県の管轄となる。
- 1889年（明治22年）4月1日 - 町村制の施行により筆甫村が単独で自治体を形成。
- 1954年（昭和29年）12月1日 - 筆甫村が丸森町・金山町 (丸森町)・大内村 (丸森町)・小斎村・舘矢間村・大張村・耕野村と合併し、改めて丸森町が発足。丸森町の大字となる。
- 2011年（平成23年）3月11日に発生した東北地方太平洋沖地震によって起きた福島第一原子力発電所事故により炉心溶融があった1～3号機などによる放射能汚染が、県境を越えた相馬市と同等レベルであった[3]。その後、住民と東京電力及び国との間に事後対応[4]に対しての軋轢があった。

## 交通

### バス
- 丸森町民バス
  - 丸森駅 - 筆甫 - 肱曲 - 川平（肱曲線）

### 道路
- 宮城県道45号丸森霊山線
- 宮城県道102号平松梁川線

## 施設
- 丸森町立筆甫小学校
- 筆甫保育所
- 筆甫郵便局
- 筆甫活性化センター